# New Tricks (album)
New Tricks – studyjny winylowy album Binga Crosby'ego wydany w 1957 roku przez Decca Records pod numerem DL 8575. Muzyką zajęli się Buddy Cole (fortepian), Vince Terri (gitara), Don Whitaker (bas) oraz Nick Fatool (perkusja).
Album został wydany ponownie na płytę CD w 2017 roku pod tytułem New Tricks - 60th Anniversary Deluxe Edition.

## Lista utworów (wydanie LP, 1957)

### strona 1
| 1. | „When I Take My Sugar to Tea”             | 2:56  |
|    |                                           |       |
| 2. | „On the Alamo”                            | 2:54  |
|    |                                           |       |
| 3. | „I'm Confessin'”                          | 3:42  |
|    |                                           |       |
| 4. | „Between the Devil and the Deep Blue Sea” | 2:01  |
|    |                                           |       |
| 5. | „Georgia on My Mind”                      | 3:21  |
|    |                                           |       |
| 6. | „Chicago”                                 | 2:03  |
|    |                                           |       |
|    |                                           | 16:57 |
|    |                                           |       |

### strona 2
| 1. | „You're Driving Me Crazy”         | 2:55  |
|    |                                   |       |
| 2. | „Avalon”                          | 1:42  |
|    |                                   |       |
| 3. | „Chinatown, My Chinatown”         | 1:39  |
|    |                                   |       |
| 4. | „If I Could Be with You”          | 2:18  |
|    |                                   |       |
| 5. | „Softly, as in a Morning Sunrise” | 3:22  |
|    |                                   |       |
| 6. | „Alabamy Bound”                   | 1:54  |
|    |                                   |       |
|    |                                   | 13:50 |
|    |                                   |       |

## Dodatkowe utwory (wydanie CD, 2017 –60th Anniversary Deluxe Edition)
- „Rain” (Carey Morgan / Arthur Swanstrom / Eugene Ford)
- „Church Bells” (Paul Sanders)
- „I'll Remember Today”
- „My How the Time Goes By” (Cy Coleman / Carolyn Leigh)
- „Chee Chee-Oo Chee (Sang the Little Bird)”
- „Surprise” (Jay Livingston / Ray Evans)
- „All the Time” (Jay Livingston / Ray Evans)
- „Gigi”
- „Tammy”
- „Big D” (z Lindsay’em Crosbym)
- „Allegheny Moon” (z Lindsay’em Crosbym)
- „More Than You Know”

## Twórcy
- Bing Crosby (wokal)
- Buddy Cole (fortepian, producent)
- Vince Terri (gitara)
- Don Whitaker (bas)
- Nick Fatool (perkusja)